# باسيليوس مارتوما ماثيو الثالث
باسيليوس مارتوما ماثيو الثالث (من مواليد 12 فبراير 1949) هو الرئيس الحالي لكنيسة مالانكارا وكاثوليكوس الشرق ومطران أبرشية كنداناد الغربية وأبرشية كوتايام المركزية التابعة لكنيسة مالانكارا السريانية الأرثوذكسية. تم تنصيبه على أنه الثاني والعشرون مطران مالانكارا والكاثوليكوس التاسع لكنيسة مالانكارا في 15 أكتوبر 2021 في كنيسة القديس بطرس والقديس بولس، بارومالا، خلفًا لباسيليوس مارتوما بولوس الثاني.

## النشأة وتعليمه
ولد باسيليوس مارتوما ماثيو الثالث في 12 فبراير 1949 لأسرة شيريان أنثرايوس من ماتاثيل في فازهور. درس الكيمياء في جامعة كيرلا واللاهوت في المدرسة اللاهوتية الأرثوذكسية، كلية كوتايام وسيرامبور. حصل على درجة الماجستير من معهد لينينغراد اللاهوتي والدكتوراه في اللاهوت الشرقي من المعهد المشرقي البابوي في روما. حيث تخصص في كريستولوجيا فيلوكسينوس مابوج من التقليد السرياني الغربي.

## رسامته
رُسم شماسًا في عام 1976 ثم رُسم كاهنًا في عام 1978 على يد باسيليوس ماثيو الأول. في 30 أبريل 1991 تم تكريسه أسقف. في عام 1994، تم تكريسه كمطران لأبرشية كنداناد الغربية. كما أنه يشغل منصب مساعد مطران أبرشية إيدوكي منذ عام 2019.

## خدمته
صار مدرس في مدرسة اللاهوت الأرثوذكسية، كوتايام منذ 1984. قام بتدريس علم الكريستولوجيا لطلاب الماجستير والدكتوراة وأشرف علي عدد من رسائل الدكتوراه. قام بتأليف العديد من الكتب والمقالات في مجال اللاهوت. كما شغل منصب السكرتير التنفيذي للمجمع المقدس. عينه المجمع المقدس الذي عقد في ديفالوكام أرامانا خلفًا لكاثوليكوس الشرق ومطران مالانكارا في 16 سبتمبر 2021.
قام بتنظيم العديد من المشاريع الخيرية على مستوى الأبرشية. تأسست جمعية مار باخوميوس الخيرية لإحياء ذكرى سلفه جوزيف مار باخوميوس، مطران كنداناد، وتدير أكثر من اثني عشر مشروعًا خيريًا بما في ذلك ؛ براتيكشا بهافان وبراسانثي بهافان وبراتياسا بهافان ومشروع برادانام ومشروع برامودام وبراسانام بهافان وبراكاسام وبراثيبا.

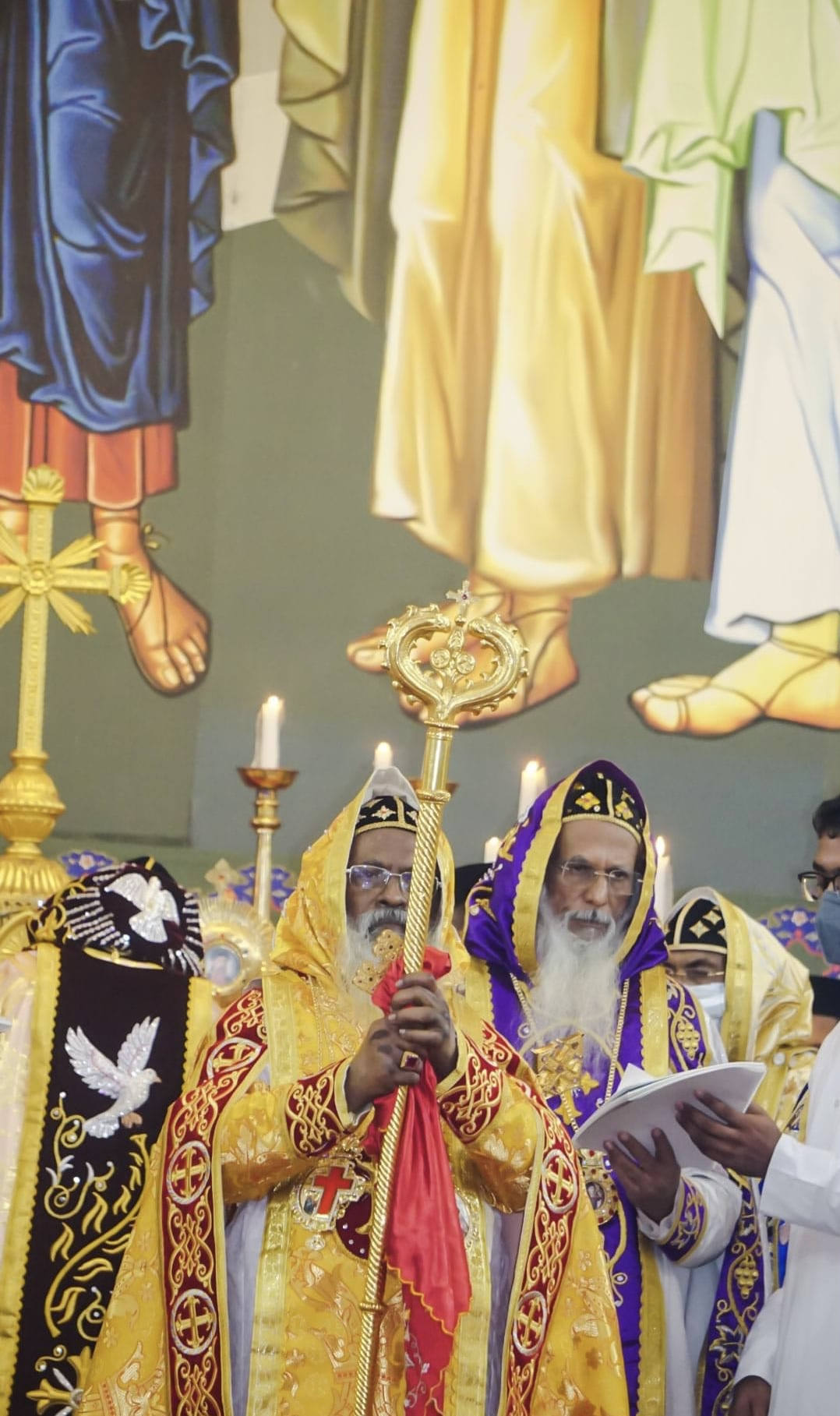

## تنصيبه ككاثوليكوس مالانكارا
في أكتوبر 2021، عينه المجمع المقدس واللجنة الإدارية على أنه ميتروبوليت وكاثوليكوس مالانكارا الجديد خلفًا لباسيليوس مارتوما بولوس الثاني الذي وافته المنية في يوليو 2021. تم تنصيبه باعتباره كمطران مالانكارا الثاني والعشرون في 14 أكتوبر 2021 في كنيسة القديس بطرس والقديس بولس، بارومالا. تم تنصيبه ككاثوليكوس على الكرسي الرسولي للقديس توما في 15 أكتوبر 2021 من قبل المجمع المقدس لكنيسة مالانكارا. كان رئيس الاحتفال في خدمة التنصيب والقربان المقدس هو كورياكوس مار كليميس وهو كبير المطارانة في كنيسة مالانكارا السريانية الأرثوذكسية.
افتتح الكاردينال مار جورج النشيري لقاءً أقيم لتهنئة رئيس الكنيسة الجديد. تحدث خلال الاجتماع باناكاد سيد صادق علي شهاب ثانجال، والكاردينال مار كليميس، ومتروبوليت أوياكيم مار كوريلوس، والمطران سيلفيستر بونوموثان، والأسقف أوجين كورياكوس، ويوهانون مار دياسكوروس. كما تمت قراءة رسائل تهنئة من البطريرك كيريل، الرئيس الأعلىللكنيسة الأرثوذكسية الروسية، ورؤساء مسكونيين دوليين آخرين بهذه المناسبة. كما نقل الأب ألكسندر كورين تمنيات الرئيس الأمريكي جو بايدن وقدم هدية تذكارية من البيت الأبيض.